# Bernardo Tasso

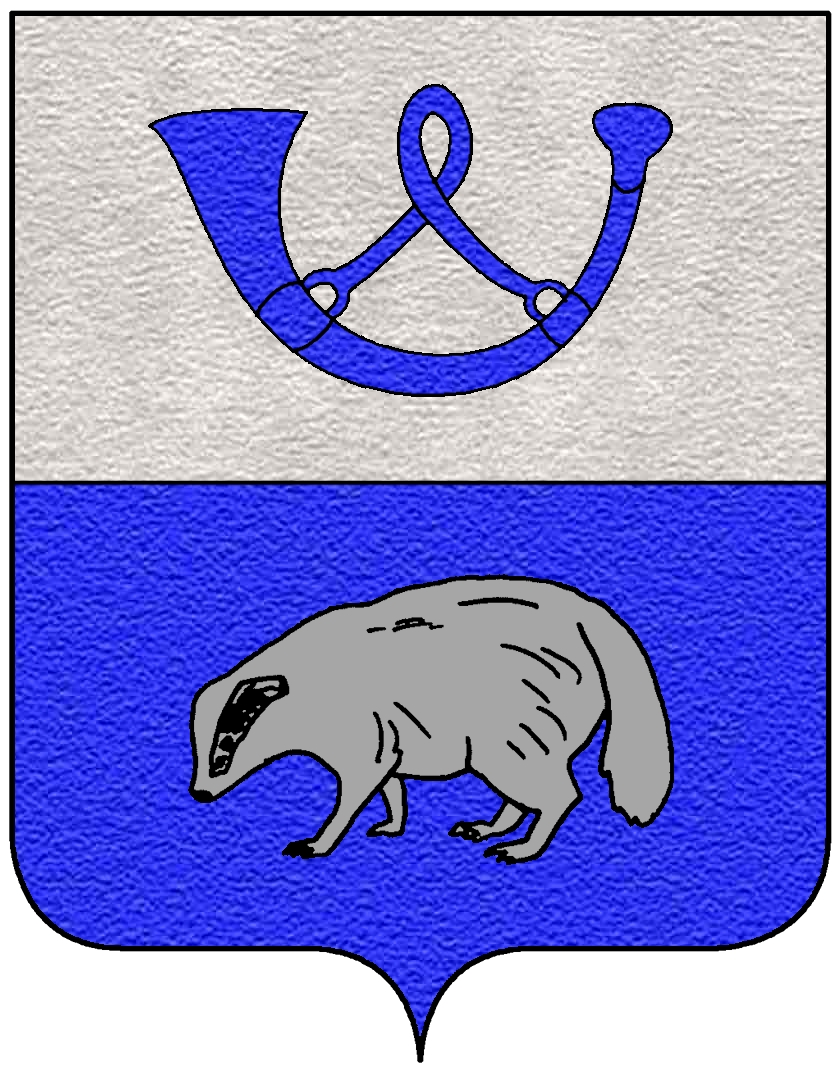
Stemma dei Tasso

Bernardo Tasso (Venezia, 11 novembre 1493 – Ostiglia, 5 settembre 1569) è stato un poeta italiano, padre del famoso poeta Torquato Tasso.

## Biografia
Nacque da Gabriele di Giovanni e Caterina de' Tassi del Cornello, discendenti da due branche della stessa nobile famiglia, ed ebbe come primo precettore Giovan Battista Pio.
A sei anni perse il padre e fu accolto dallo zio Luigi, vescovo di Recanati, che provvide alla sua educazione, fino al 3 settembre 1520, quando fu assassinato nella sua villa di Redona, presso Bergamo. Intorno al 1524-1525 Bernardo entrò al servizio del conte Guido Rangone, come segretario, poi negli ultimi mesi del 1528 passò al servizio di Renata di Francia duchessa di Ferrara e dal 1532, del principe di Salerno Ferrante Sanseverino, frequentando le più illustri famiglie napoletane. Sposatosi con Porzia de' Rossi nel 1537 ebbe una figlia, Cornelia, e nel 1544 il futuro grande poeta, Torquato.
Fu in Francia e nelle Fiandre per conto del principe Sanseverino, che accompagnò in Germania alla corte di Carlo V dopo il contrasto con il viceré don Pedro de Toledo, che aveva introdotto nello Stato napoletano l'Inquisizione. Il Sanseverino fu dichiarato ribelle ed esiliato, e anche Bernardo subì l'esilio e la confisca dei beni e dovette emigrare a Venezia, a Ferrara e poi Roma dove fu raggiunto dal figlio Torquato nel 1554.
Nel 1556 morì la moglie Porzia e Bernardo sospettò che fosse stata avvelenata dal fratello per impossessarsi delle sue proprietà. I beni di Porzia non furono ereditati da Torquato e la sorella Cornelia dovette accontentarsi di un matrimonio al di sotto del suo rango.
Bernardo servì diversi gentiluomini, tra i quali il duca urbinate Guidobaldo II, alla cui corte fu educato Torquato, poi soggiornò a Pesaro e ancora a Venezia dove, nel 1560, diede alle stampe le sue Rime e il poema Amadigi. In occasione del servizio prestato dal 1563 alla corte del duca di Mantova, Guglielmo Gonzaga, viaggiò a Roma e in Francia e fu nominato, nel 1569, governatore di Ostiglia, cittadina nella quale morì quello stesso anno. È sepolto nella chiesa ferrarese di San Paolo.
La sua figura verrà rievocata nella celebre Canzone al Metauro di Torquato, composta nel 1578 e rimasta incompiuta:
(vv. 55-60)

## Opere
Ispirandosi al poeta greco Museo e a Ovidio compose due poemetti basati sui miti di Ero e Leandro e di Piramo e Tisbe. Le Rime comprendono canzoni, odi, sonetti, egloghe e si ricollegano - per metrica e contenuti - ad una nuova concezione del classicismo diversa da quella allora vigente, ossia il petrarchismo di Pietro Bembo. Tasso dichiara, nella prefazione, il proprio debito nei confronti del controverso poeta Antonio Brocardo, senza il quale non avrebbe avuto neppure il coraggio di pubblicare componimenti così vicini alla classicità greco-romana.
L'opera maggiore, Amadigi, in 100 canti, ispirata alle avventure del romanzo cavalleresco spagnolo Amadigi di Gaula, fu composta prima in endecasillabi sciolti e poi in ottave, secondo il gusto impostosi con il Boiardo e l'Ariosto. L'opera ebbe inizialmente successo di pubblico e ristampe nel corso del suo secolo, insieme però alle critiche dell'Accademia della Crusca e alle risposte in difesa di Torquato. Tuttavia lo scarso interesse dell'argomento, l'infelicità stilistica e la mole sproporzionata resero pesante la lettura del testo e ne decretarono l'insuccesso nel lungo periodo.
Bernardo Tasso scrisse anche un incompiuto Floridante, che riprendeva un episodio dell'Amadigi, e fu completato e pubblicato postumo da Torquato nel 1587. Restano di lui anche un Ragionamento della poesia, del 1562, in cui esprime le proprie convinzioni poetiche già indicate in un discorso tenuto nel 1560 nell'Accademia veneziana della Fama e l'Epistolario, a lungo considerato un modello di prosa letteraria.

### Prime edizioni[3]
- Amadigi:

L'Amadigi del s. Bernardo Tasso. A l'invittissimo, e catolico re Filippo, In Vinegia, appresso Gabriel Giolito de' Ferrari, 1560
- Rime. L'autore le pubblicò progressivamente a partire dal 1531, dando ad esse un'ultima sistemazione di sua mano:

Rime di messer Bernardo Tasso divise in cinque libri nuovamente stampate. Con la sua tavola per ordine di alfabeto, In Vinegia, appresso Gabriel Giolito de' Ferrari, et fratelli, 1560
- Lettere: una prima edizione è del 1549, successivamente rivista in varie edizioni. Sebbene non sia esaustiva, si può forse considerare l'edizione definitiva in due volumi per cura dell'autore:

Prima parte delle lettere di m. Bernardo Tasso alle quali nuovamente si sono aggiunti gli argomenti per ciascuna lettera: di nuovo ristampata. Con la tavola nel fine, In Vinegia, appresso Gabriel Giolito De' Ferrari, 1562

Delle lettere di m. Bernardo Tasso secondo volume, In Vinegia, appresso Gabriel Giolito de' Ferrari, 1560

(anche rist. anast.: Forni, Sala Bolognese, 2002)
- Ragionamento della poesia di m. Bernardo Tasso, In Vinegia, appresso Gabriel Giolito de' Ferrari, 1562
- Floridante. L'edizione postuma ne fu curata dal figlio Torquato, che anche completò il poema:

Il Floridante del sig. Bernardo Tasso, al serenissimo sig. il signor Guglielmo Gonzaga duca di Mantova, etc. con gli argumenti à ciascun canto del signor Antonio Costantini, In Bologna, per Alessandro Benacci, 1587

### Edizioni critiche, o più reperibili
- L' Amadigi di Bernardo Tasso, Venezia, Giuseppe Antonelli, 1836, 1148 coll. ("Parnaso italiano")
- Rime, Torino, RES, 1995, 2 voll. ISBN 88-85323-19-7 ("Feronia", 4)
- Delle lettere di m. Bernardo Tasso accresciute, corrette e illustrate, a cura di Gaetano Volpi, In Padova, presso Giuseppe Comino, 1733-1751, 3 voll.; il vol. 2 contiene anche il Ragionamento della poesia; il vol. 3 contiene le lettere familiari e alcune di Torquato, la maggior parte prima inedite
- Lettere inedite di Bernardo Tasso precedute dalle notizie intorno la vita del medesimo per cura di G. Campori, Bologna, Commissione per i testi di lingua, 1968, 222 p.
- Floridante, edizione critica a cura di Vittorio Corsano, Alessandria, Edizioni dell'Orso, 2006, CLXXV+462 p. ("Studi e testi" / Commissione edizione nazionale per le opere del Tasso, 3) ISBN 88-7694-912-7

### Studi
- Mariacristina Mastrototaro, Tecniche compositive e tipologie narrative nell'Amadigi di Bernardo Tasso, Roma, Aracne, 2006 ISBN 88-548-0349-9
- Edward Williamson, Bernardo Tasso, Roma, Edizioni di Storia e Letteratura, 1951
- Ettore Bonora, La lirica e i trattati d'amore, Storia della Letteratura Italiana, vol.IV,Milano Garzanti, pag.235-239,1966
- Anderson Magalhães, All'ombra dell'eresia: Bernardo Tasso e le donne della Bibbia in Francia e in Italia, in Le donne della Bibbia, la Bibbia delle donne. Teatro, letteratura e vita. Atti del XV Convegno Internazionale di Studio organizzato dal Gruppo di Studio sul Cinquecento francese. Verona, 16-19 ottobre 2009, a cura di R. Gorris Camos, Fasano, Schena, 2012, pp. 159–218 ISBN 978-88-8229-955-2
- Mariacristina Mastrototaro, La riscrittura del mito: la "Favola di Piramo e Tisbe" di Bernardo Tasso, in «Studi tassiani», 49-50 (2001-2002), pp. 195–206, ISSN 1123-4490 (WC · ACNP)
- Valentina Leone, Bernardo Tasso: una biografia intellettuale. Reti epistolari, scrittura letteraria e stagioni politiche, Lecce, Pensa Multimedia, 2024, ISBN 9791255681762.